# Німецька медіатизація

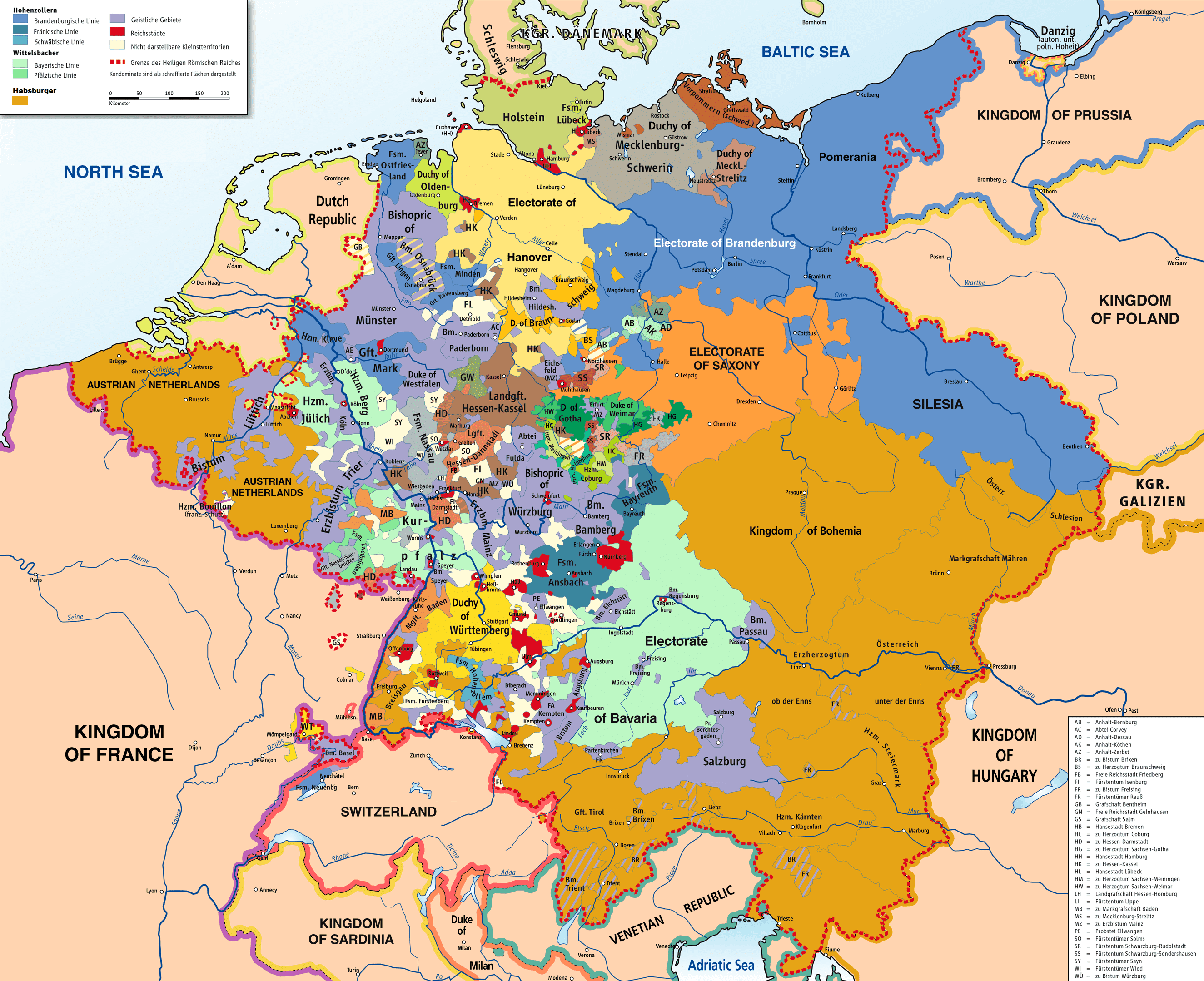
Мапа Священної Римської імперії 1789 року

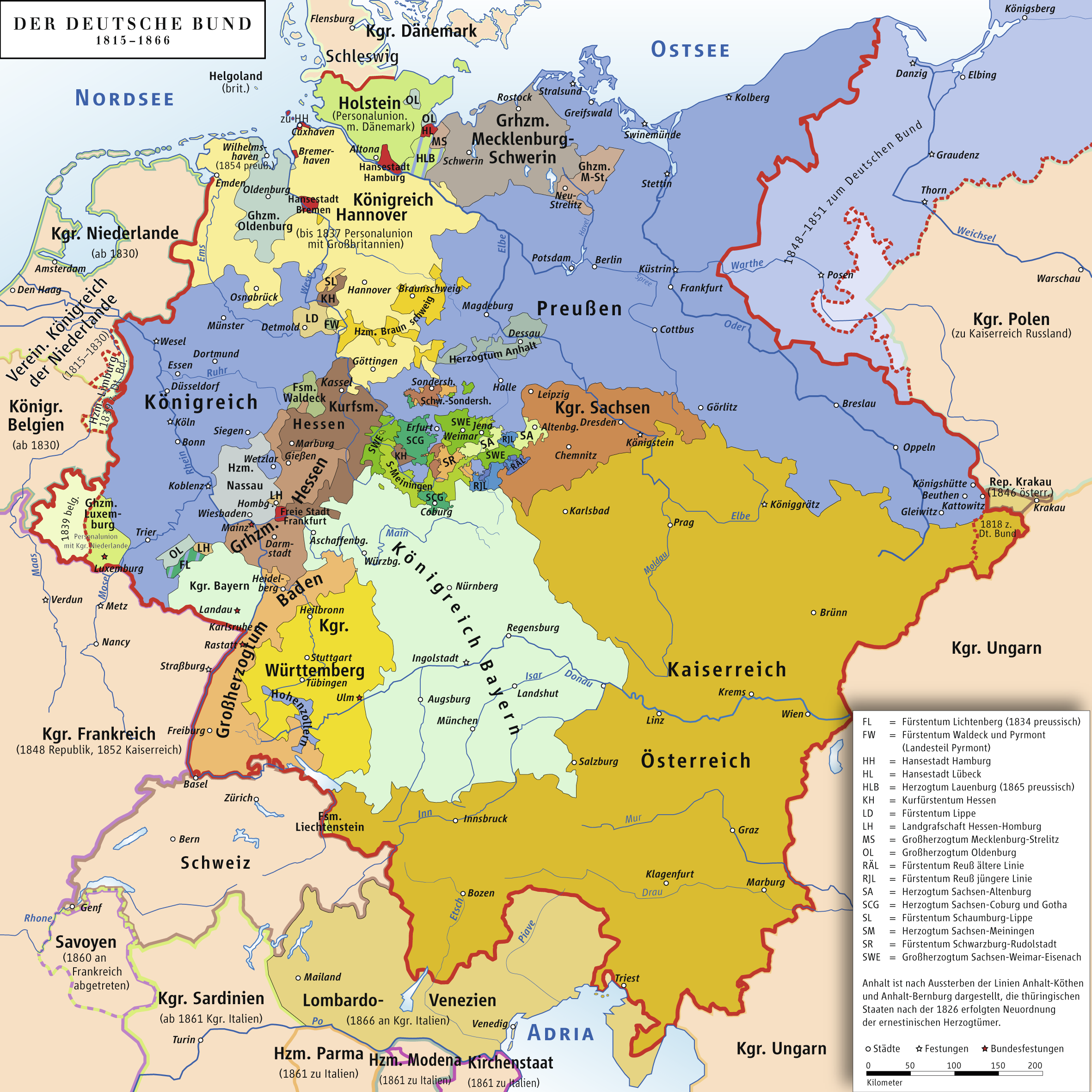
Німецький союз після 1815 року, результат Німецької медіатизації під час наполеонівських війн

Німецька медіатизація (нім. Mediatisierung) — велика територіальна реструктуризація, що відбулася в 1802—1814 роках в Німеччині та навколишньому регіоні за допомогою масової медіатизації та секуляризації великої кількості імперських станів. Більшість князь-єпіскопств, вільних імперських міст, світських князівств та інших незначних самоврядних утворень Священної Римської імперії втратили свій незалежний статус і були поглинені іншими державами. До кінця процесу медіатизації кількість німецьких земель скоротилася з майже 300 до 39.
Для зручності історики використовують термін медіатизація для всього процесу реструктуризації, що відбувався в той час, незалежно від того, вижили медіатизовані держави в тій чи іншій формі, чи втратили всю індивідуальність. Секуляризація церковних держав відбувалася одночасно з медіатизацією вільних імперських міст та інших світських держав.
Масова медіатизація та секуляризація німецьких держав, які мали місце в той час, не були ініційовані німцями.
Вона зазнала безжального військового та дипломатичного тиску революційної Франції та Наполеона. Це був наймасштабніший перерозподіл власності та територій в історії Німеччини до 1945 року
.

## Передмова
Хоча більшість її сусідів об'єдналися у відносно централізовані держави до ХІХ століття, Німеччина не пішла цим шляхом.
Натомість Священна Римська імперія здебільшого зберегла свою середньовічну політичну структуру, що складалася з «багатомовних згромаджень буквально сотень майже суверенних держав і територій розміром від значного до мізерного». З майже чотирьох сотень — 136 церковних і 173 світських держав плюс 85 вільних імперських міст — напередодні Реформації ця кількість зменшилося лише до трохи менше 300 наприкінці XVIII століття. Традиційне пояснення цієї фрагментації (Kleinstaaterei) зосереджувався на поступовій узурпації князями повноважень імператора Священної Римської імперії за часів Штауфенів (1138—1254), аж до того, що за Вестфальським миром (1648) імператор став просто primus inter pares. Останніми десятиліттями багато істориків стверджують, що роздробленість Німеччини, яка спочатку була великою державою, тоді як її сусіди почали малими, можна простежити до географічних розмірів Імперії — німецька частина Імперії була приблизно вдвічі більшою за розміри королівства, яке контролювалося королем франків в другій половині XI століття — і до сили місцевого аристократичного та церковного правління з самого початку середньовіччя. Уже в XII столітті світські та духовні князі не вважали себе підлеглими імператора, тим більше його підданими, а володарями за власним правом — і вони ревно захищали свою встановлену царину панування. На час смерті імператора Фрідріха II в 1250 році, вже було прийнято що regnum Teutonicum було «аристократією з монархічним головою».
Серед цих держав і територій церковні князівства були унікальними для Німеччини. Історично склалося так, що Оттонські та ранні Салічні імператори, які призначали єпископів і абатів, використовували їх як агентів імператорської корони, оскільки вважали їх надійнішими, за герцогів, яких вони призначали, і які часто намагалися заснувати незалежні спадкові князівства. Імператори розширили владу Церкви, а особливо єпископів, наданням землі та численним привілеям імунітету та захисту, а також широким судовим правам, які зрештою об'єдналися в особливе світське князівство: Hochstift (князь-єпископство). Німецький єпископ став «імперським князем» і прямим васалом імператора для його Hochstift продовжуючи здійснювати лише пастирську владу над своєю більшою єпархією. Особисте призначення єпископів імператорами спричинило суперечку щодо інвеститури в XI столітті, і після цього контроль імператора над вибором єпископів і правлінням значно зменшився. Єпископи, які тепер обиралися незалежними кафедральними капітулами, а не імператором чи папою, були підтверджені як володарі території, рівні світським князям.

## Секуляризація

### Ранні секуляризації
Зіштовхнувшись із територіальним експансіонізмом все більш могутніх світських князів, становище князь-єпископів з часом ставало все хиткішим. Під час Реформації кілька єпископств на півночі та північному сході були секуляризовані, переважно на користь протестантських князів.
Наприкінці XVI століття Контрреформація намагалася скасувати деякі з цих секуляризацій, і питання про долю секуляризованих територій стало важливим у Тридцятилітній війні (1618—1648). Зрештою, Вестфальський мир підтвердив секуляризацію десятка князь-єпископств, включно з Бременським князь-архієпископством та Магдебургом і шість єпископств з повною політичною владою, які були передані Швеції, Бранденбургу та Мекленбургу. З іншого боку, Гільдесгайм і Падерборн, що десятиліттями перебували під протестантською адміністрацією і були віддані за втрачене, були відновлені як князь-єпископства. Крім того, договір остаточно підтвердив імперську безпосередність і, отже, фактичну незалежність князь-єпископів та імперських абатів, вільних імперських міст, імперських графів, а також імперських лицарів. Згідно з одним джерелом, шістдесят п'ять церковних правителів тоді контролювали одну сьому загальної території та приблизно 12 % населення Імперії, можливо, три з половиною мільйони підданих.
Через кровавий досвід Тридцятилітньої війни та щоб уникнути повторення цієї катастрофи, німецькі правителі, великі чи малі, тепер були схильні цінувати право та правові структури вище, ніж будь-коли раніше в історії Імперії. Це значною мірою пояснює, чому середні та малі держави, як церковні, так і світські, змогли вижити та навіть процвітати поруч із могутніми державами з постійними арміями, такими як Бранденбург-Пруссія, Баварія та Австрія.

### Плани секуляризації XVIII століття

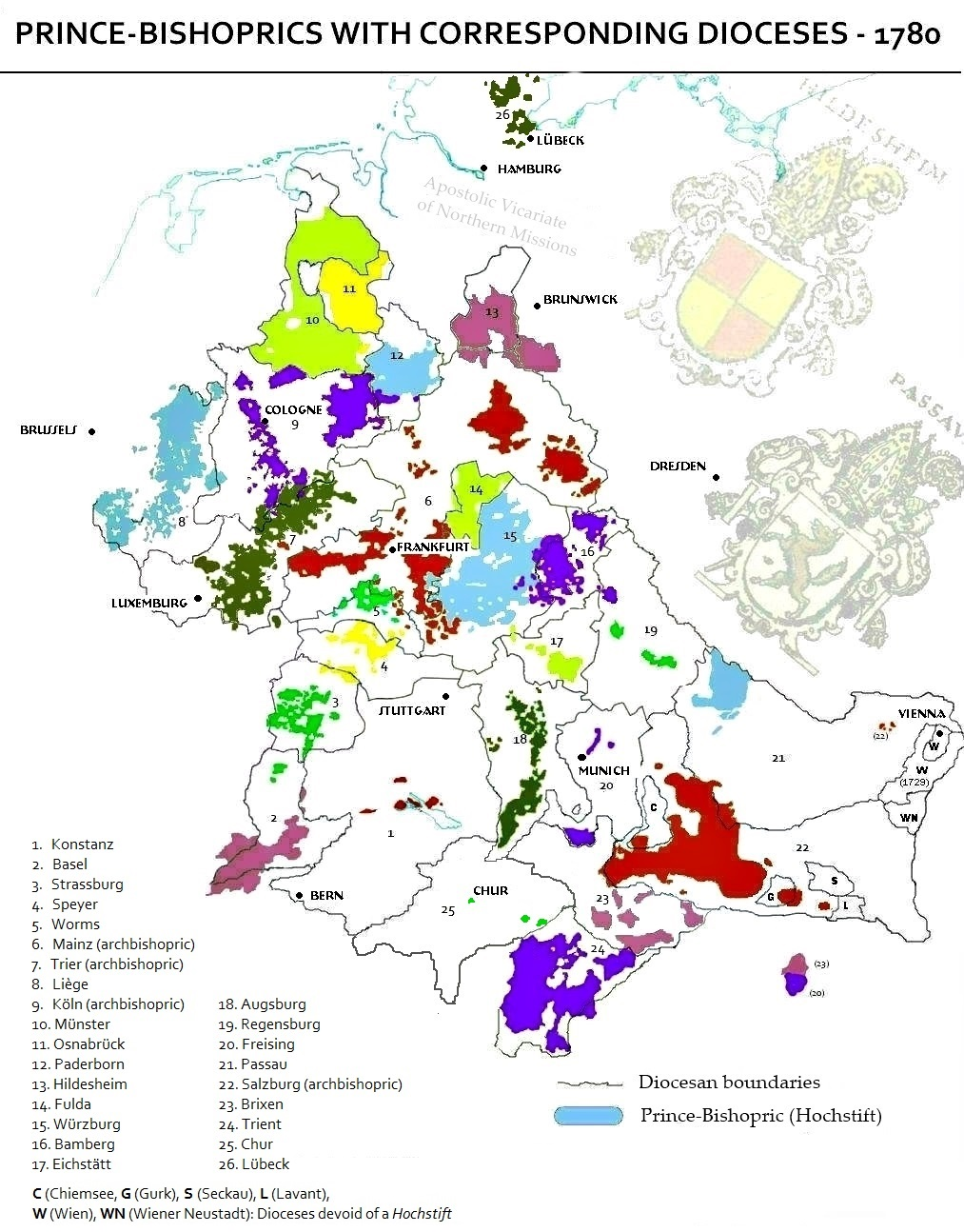
Князь-єпископства напередодні секуляризації

Хоча фактичної секуляризації не відбулося протягом півтора століття після Вестфальського миру, існувала довга історія чуток і недороблених планів щодо можливої секуляризації. Подальше існування незалежних князь-єпископств, аномальне явище, характерне тільки для Священної Римської імперії, все більше вважалося анахронізмом, особливо, але не виключно, протестантськими князями, які також жадали цих беззахисних територій. Таким чином, таємні пропозиції Пруссії щодо припинення війни за австрійську спадщину передбачали збільшення недостатньої територіальної бази імператора Віттельсбаха Карла VII шляхом анексії ним деяких князь-єпископств. У 1743 році міністр Фрідріха II Генріх фон Подевільс написав меморандум, у якому пропонував передати імператору Віттельсбаху єпископства Пассау, Аугсбург і Регенсбург, а також імперські міста Аугсбург, Регенсбург і Ульм. Фрідріх II додав до списку Зальцбурзьке архієпископство, а сам Карл VII пішов так далеко, що додав єпископства Айхштетт та Фрайзінг. Цей план викликав занепокоєння та обурення серед князь-єпископів, вільних імперських міст та інших дрібних імперських станів, і єпископи обговорювали збір 40-тисячної армії для захисту від імператора, який планував захопити церковну землю, яку зобов'язувала його коронаційна присяга їх захищати. Хоча раптова смерть Карла VII поклала край цій інтризі, ідея секуляризації не зникла. Вона активно обговорювалася під час Семирічної війни, а також під час маневрів Йосифа II щодо баварської спадщини та під час його пізнішого плану обміну Баварії на Австрійські Нідерланди, який включав таємне положення про секуляризацію Зальцбурзького архієпископства і Берхтесгаденського пробства. Проте жоден із цих проектів так і не наблизився до реалізації, оскільки, зрештою, ключові суб'єкти зрозуміли, що секуляризація єдиного князь-єпископства відкриє скриньку Пандори та матиме серйозні наслідки для інституційної стабільності Імперії.

### Вплив Французької революції
Наприкінці XVIII століття подальше існування Священної Римської імперії, попри її архаїчну конституцію, не було під серйозною загрозою зсередини.
Зовнішній чинник — Французька революція — похитнув Імперію до основи та спричинив її загибель.

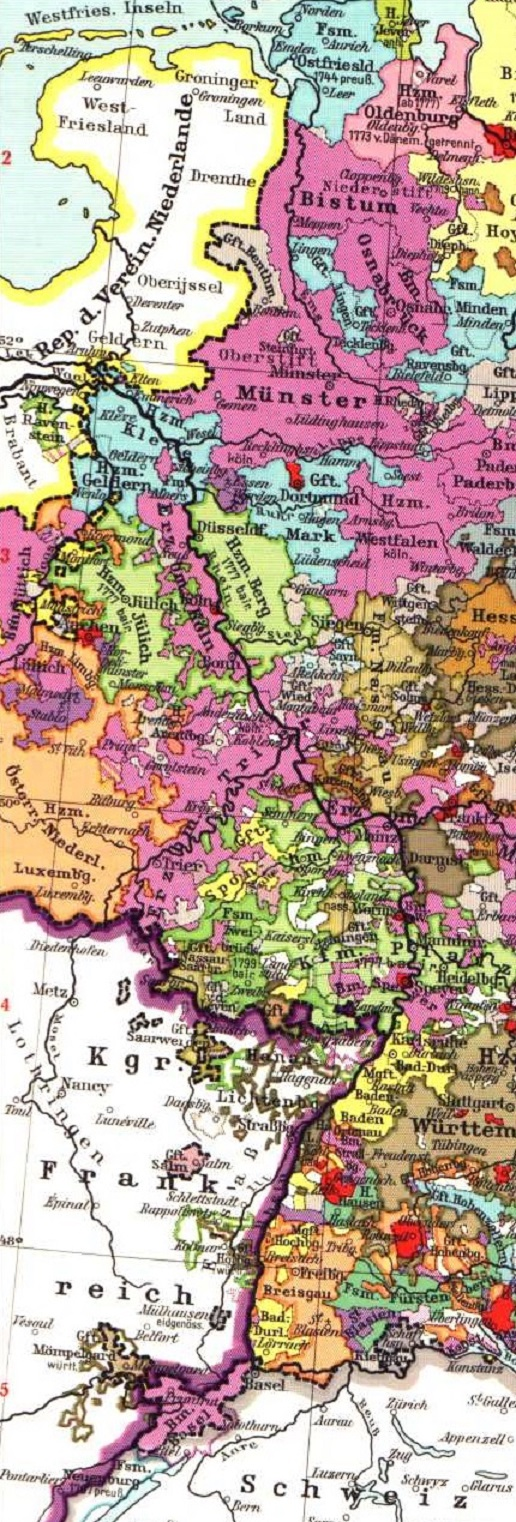
Рейнська область в 1789 році: анексія лівого берега Рейну Французькою Республікою поклала початок процесу медіатизації

Після того, як у квітні 1792 року Революційна Франція оголосила війну Пруссії та Австрії, її армії вторглися та зрештою зміцнили свою владу над Австрійськими Нідерландами та рештою лівого берега Рейну до кінця 1794 року.
На той час французькі лідери встигли вже більш-менш відкрито приєднати ці землі до Республіки, як тільки дозволять обставини. Переконати німецькі держави та князів, яким судилося втратити свої володіння на захід від Рейну, змиритися з тим, що означало масове пограбування німецьких земель Францією шляхом компенсації землею на правому березі, стало постійною метою французьких революціонерів, а пізніше Наполеона Бонапарта. Крім того, враховуючи, що німецьке католицьке духовенство на всіх рівнях було найнепримиреннішим ворогом «безбожної» республіки, і фактично послужило першою причиною війни між Францією та Священною Римською імперією через провокаційні дії, такі як дозвіл французьким дворянам-емігрантам займатися контрреволюційною діяльністю зі свого терену, французькі лідери вважали, що церковні правителі та інші священнослужителі — які разом були тими, хто найбільше втрачав на лівому березі — мають бути виключені з будь-якої майбутньої компенсації. З іншого боку, світські правителі, які мають право на компенсацію, мали отримати компенсацію секуляризованою церковною землею та майном, розташованим на правому березі.
Вже у франко-прусському Базельському договорі від квітня 1795 року говорилося про «компенсацію» у випадку, якщо майбутній загальний мир зі Священною Римською імперією передасть Франції німецькі території на захід від Рейну, включаючи прусські провінції. У таємній франко-прусській конвенції, підписаній у серпні 1796 року, було зазначено, що такою компенсацією буде Мюнстерське єпископство і Вест-Реклінггаузен. Крім того, стаття 3 передбачала, що князь Оранський-Нассауський, династично споріднений з королем Пруссії, який активно захищав його інтереси, отримає компенсацію шляхом передачі йому князь-єпископств Вюрцбурга та Бамберга, якщо він втратить голландське спадкове штатгальтерство, що відбулось після створення Францією Батавської республіки. Подібним чином, мирні договори, підписані Францією з Вюртембергом і Баденом того ж місяця, містили секретні статті, за якими Франція зобов'язувалася втрутитися, щоб домогтися передачі певних церковних територій як компенсацію, якщо їхні втрати стануть постійними.
Кампо-Формійський мир, підписаний після великих перемог Франції над австрійськими військами жовтня 1797 р., продиктований генералом Бонапартом, передбачав, що Австрія отримає компенсацію за втрату Австрійських Нідерландів і Австрійської Ломбардії з Венецією та Далмацією. Таємна стаття, яка на той час не була виконана, додавала архієпископство Зальцбург та частину Баварії як додаткову компенсацію. Договір також передбачав проведення конгресу в Раштатті, де делегати імперського сейму мали домовитися про загальний мир з Францією. Передбачалося, що Франція вимагатиме офіційної поступки всього західного берега, щоб позбавлені світських князів отримали компенсацію за допомогою церковних територій на схід від Рейну, а також щоб був обговорений і прийнятий конкретний план компенсації. Справді, 9 березня 1798 р. делегати на Конгрес у Раштатті офіційно прийняв пожертвування всім лівим берегом і 4 квітня 1798 року схвалив секуляризацію всіх церковних держав, за винятком трьох курфюрств Майнца, Кельна та Трира, подальше існування яких було абсолютною червоною лінією для імператора Франца II. Конгрес, який тривав до кінця 1799 року, не досяг інших своїх цілей через розбіжності серед делегатів щодо розподілу секуляризованих територій і недостатній контроль Франції над процесом, викликаний посиленням боротьби за владу в Парижі.
У березні 1799 р. Австрія в союзі з Росією відновила війну проти Франції. Серія військових поразок і вихід Росії з війни змусили Австрію шукати перемир'я і 9 лютого 1801 року підписати Люневільський договір, який в основному підтверджував Кампо-Формійський договір і керівні принципи, встановлені в Раштатті. Стаття 7 договору передбачала, що «відповідно до принципів, офіційно встановлених на Раштатському конгресі, імперія зобов'язана надати спадковим князям, які будуть позбавлені власності на лівому березі Рейну, контрибуцію, які будуть взяті з усієї імперії відповідно до домовленостей, які на цих підставах будуть остаточно визначені». Цього разу Франциск II підписав договір не лише від імені Австрії, а й від імені Імперії, яка офіційно визнала втрату Австрійських Нідерландів і лівого берега Рейну.

### Бурхливі дебати щодо компенсації та секуляризації
Раптове усвідомлення після Кампо-Форміо того, що імперія стоїть на порозі радикальних змін, викликало гостру дискусію щодо питань компенсації та секуляризації, яка велася в памфлетах, у пресі, у політичному листуванні всередині та між територіями та в Імператорському сеймі. Серед інших аргументів, захисники церковних держав наполягали на тому, що розпуск будь-яких імперських станів є принципово незаконним і неконституційним, і що поняття компенсації правителям за втрачену територію суперечить усім минулим договорам, де «кожен мав нести свою долю». Вони стверджували, що навіть якщо тепер обставини вимагають необхідності, сума компенсації повинна бути обмежена сумою втраченої території або доходу, і що всі стани Імперії, а не тільки церковні держави, повинні нести тягар.
Вони попереджали, що повна секуляризація буде таким ударом по імперії, що призведе до її загибелі. Загалом прихильники секуляризації були менш голосними та пристрасними, багато в чому тому, що вони усвідомлювали, що хід подій був на їхню користь. Навіть якщо вони погоджувалися з деякими аргументами проти секуляризації, вони стверджували, що Notrecht (закон необхідності) робить секуляризацію неминучою: французи-переможці однозначно вимагали цього, і оскільки мир був важливим для збереження держави, жертвуючи частиною держави для збереження цілого було не тільки допустимо, але й необхідно. Зі свого боку, Австрія мала бути постійно ворожою до секуляризації, особливо в її масовій формі, оскільки вона усвідомлювала, що може більше втратити, ніж отримати від неї, оскільки це призведе до зникнення церковних князів і прелатів з імперського сейму та втратити традиційну підтримку імператора.

Тому курфюрсти Ганновера і Саксонії виступили проти принципів компенсації та секуляризації не через симпатії до католицької церкви, а тому, що побоювалися, що це призведе до посилення Пруссії, Австрії та Баварії..

## Заключна ухвала Імперської депутації
Заключну ухвалу Імперської депутації від 25 лютого 1803 року зазвичай називають імперським законом, який призвів до територіальної реструктуризації імперії шляхом перерозподілу церковних держав та імперських міст до інших імперських станів. Насправді ні Заключна ухвала, ні Імператорська депутація, яка її підготувала, не відіграли значної ролі в цьому процесі, оскільки багато ключових рішень уже було прийнято за закритими дверима в Парижі ще до того, як Депутація навіть почала свою роботу.
Проте, Заключна ухвала була необхідною, оскільки вона надала конституційний знак схвалення значній територіальній і політичній реструктуризації, яка інакше не мала б легітимності.

### Передмова
Під тиском Бонапарта, який тепер твердо керував Францією як Перший консул, Імперія була змушена незабаром після Люнівіля взятися за розробку остаточного плану компенсації (Entschädigungsplan). Імператорський сейм вирішив доручити це завдання імператору, як повноважному представнику імперії, але мав намір залишити остаточне рішення за собою. Не бажаючи нести весь тягар змін, які мали відбутися під французьким диктатом, Франциск II відмовився.
Після місяців обговорень у листопаді 1801 року було досягнуто компромісу щодо делегування завдання компенсації імперській депутації (Reichsdeputation), а Франція виступає як «посередник». Депутація складалася з повноважних представників курфюрстів Майнца, Саксонії, Бранденбурга/Пруссії, Богемії та Баварії, а також герцога Вюртемберзького, ландграфа Гессен-Касселя та великого магістра Тевтонського ордену.

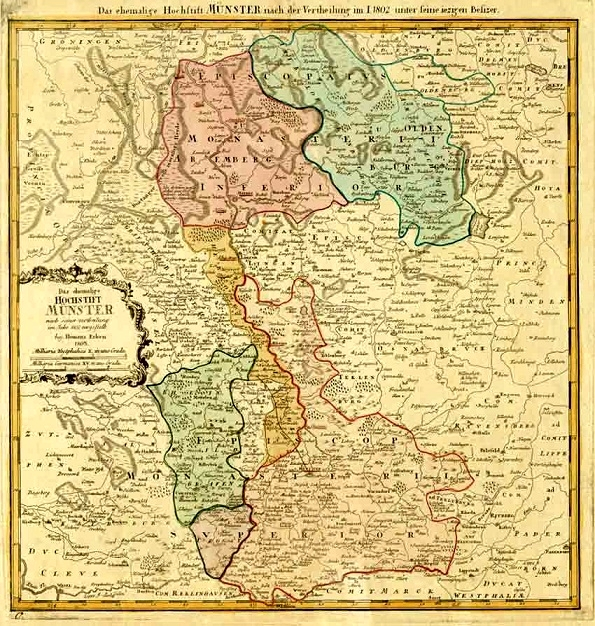
Мапа, що показує поділ Мюнстера

Невдовзі після Люневіля провідні правителі Німеччини, які мали право на компенсацію, швидко вжили заходів, щоб отримати свою компенсацію безпосередньо у Франції, і незабаром Париж був заполонений посланцями зі списками бажаних територій. Французький уряд заохочував рух. Бонапарт залишив це своєму міністру закордонних справ Талейрану, який, як відомо, набив свої кишені хабарями. Тим часом Бонапарт, який намагався налагодити відносини з новим царем Олександром I, прихильно відповів на бажання останнього взяти участь у процесі як співпосередник. 19 жовтня 1801 року дві країни підписали угоду про спільні дії як «держави-посередники». По суті, Олександр, чия дружина і мати належали до князівських будинків Бадена і Вюртемберга, хотів надати перевагу своїм різним німецьким родичам, і це збігалося з давньою метою Франції зміцнити південні землі Баден, Вюртемберг, Гессен-Дармштадт і Баварія, стратегічно розташовані між Францією та Австрією, головним ворогом. Бурхливі дискусії та угоди тривали не лише з посередницькими державами та між різними князями, а й усередині різних урядів. Всередині прусського кабінету одна група наполягала на експансії на захід до Вестфалії, тоді як інша виступала за експансію на південь у Франконію, причому провестфальська група зрештою перемогла. У період з липня 1801 по травень 1802 попередні компенсаційні угоди були підписані з Баварією, Вюртембергом і Пруссією, а інші були укладені менш офіційно з Баденом, Гессен-Дармштадтом, Гессен-Касселем та іншими державами середнього рівня.
Гарячі дискусії та угоди тривали одночасно в Регенсбурзі, де засідав імперський сейм та його депутація. Зокрема, багато правителів середньої та нижчої ланки, яким бракувало впливу в Парижі — герцоги Аренбергу, Кроя і Лузи, князь Зальм-Кірбурга, графи Сікінген і Вартенберг, серед інших — спробували свої шанси у французьких дипломатів, розміщених у Регенсбурзі, який міг рекомендувати доповнення або поправки до загального плану компенсації, як правило, в обмін на хабарі. Проте, усі претензії були розглянуті, і були зроблені спроби виявити фіктивні або перебільшені претензії. Імператорська депутація дуже рідко розглядала претензії та скарги, які майже автоматично передавалися місцевим французьким чиновникам для вирішення або передачі Талейрану в Париж.

### Загальний план компенсації
У червні 1802 року Талейран розробив проект «Загального компенсаційного плану», що об'єднує різні формальні та неофіційні домовленості, укладені в Парижі, і був схвалений Росією з незначними змінами і було подано майже як ультиматум імператорській депутації, коли вона нарешті зібралася в Регенсбурзі на своє перше засідання 24 серпня 1802 року. У преамбулі було зазначено, що держави-посередники були змушені розробити план компенсації через «непримиренні розбіжності між німецькими князями» щодо деталей компенсації та затримку імперської депутації з початком роботи.
Було сказано, що план, «заснований на розрахунках безсумнівної неупередженості», намагався здійснити компенсацію за визнані втрати, «зберігаючи довоєнний баланс сил між ключовими німецькими правителями», дві цілі, які були дещо суперечливими
.
Початкове обґрунтування компенсації, яке полягало в тому, щоб компенсувати суто втрачену територію, було замінено політичними цілями: надавати перевагу могутнім правителям або правителям із хорошими зв'язками та залучати потенційних союзників.

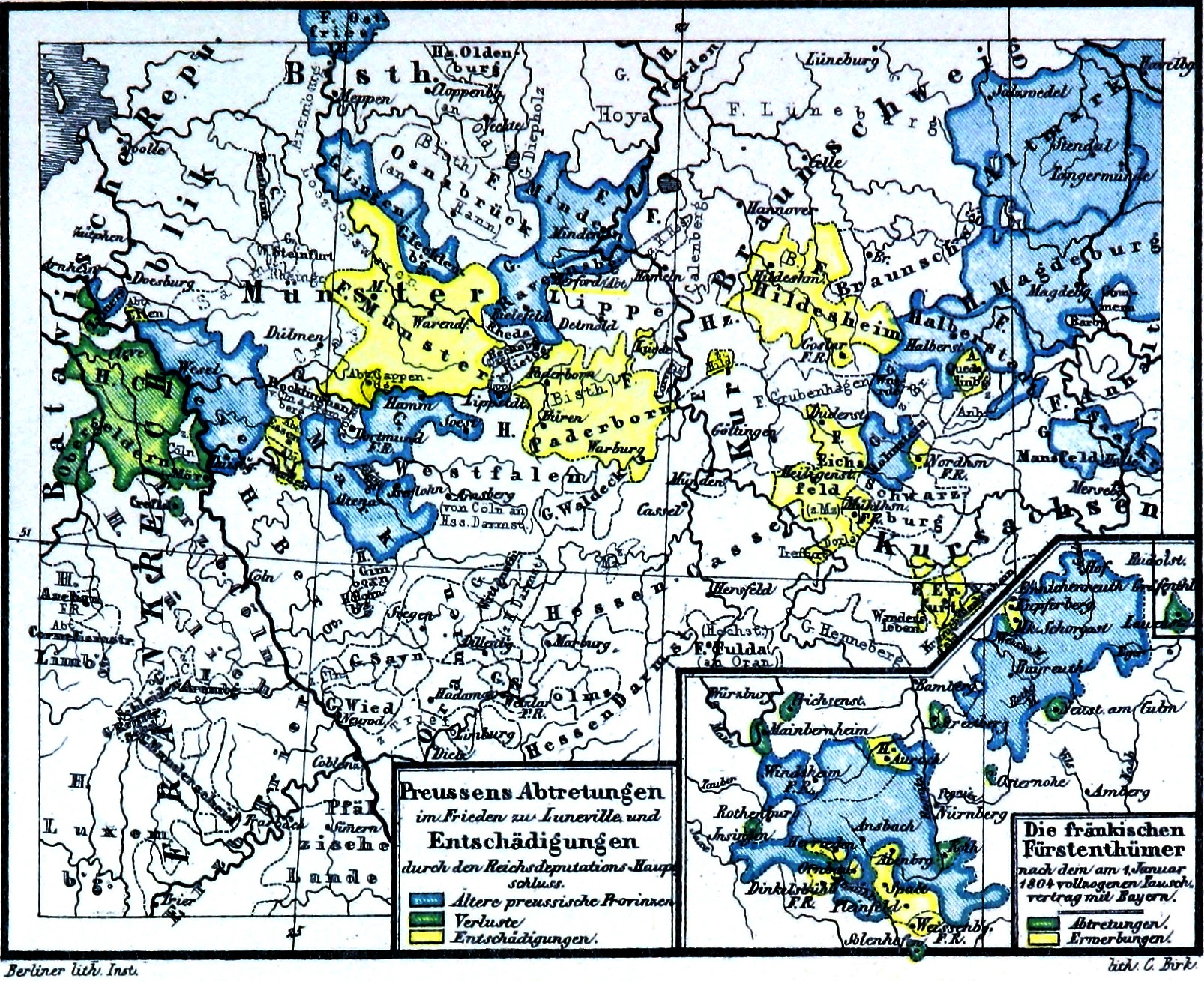
Територіальні втрати та здобутки Пруссії за цей період

Оскільки Австрія була виключена з дискусій, її посланник у Парижі дізнався про план лише тоді, коли прочитав його в Le Moniteur Universel. Він швидко домовився про зміни, які підтвердили як імператорські прерогативи Франциска II, так і його права як правителя Австрії. Компенсаційний пакет Габсбургів також був доповнений додатковими секуляризованими єпископствами. Франциск II вороже ставився до секуляризації, але коли стало зрозуміло, що майже повної секуляризації не уникнути, він, як і будь-який інший правитель, боровся за свою частку здобичі. Він був особливо рішучий, щоб його молодший брат Фердинанд, який був позбавлений своєї секундоґенітури Великого герцогства Тосканського вторгненням французів, отримати належну компенсацію.
Імперська депутація, якій спочатку було доручено процес компенсації, але тепер зведена до підпорядкованої ролі, як правило, розглядалася державами-посередниками та ключовими німецькими державами як звичайна конституційна демонстрація. Це було продемонстровано у франко-прусській угоді від 23 травня 1802 року, яка, ігноруючи імператорську депутацію, яка ще не зібралася, заявила, що як король Пруссії, так і принц Орансько-Нассауський можуть заволодіти територіями, відведеними їм негайно після ратифікація. Через два тижні король видав прокламацію з переліком усіх компенсаційних територій, наданих Пруссії, але він чекав до першого тижня серпня 1802 року, перш ніж окупувати єпископство Падерборн і Гільдесгайм і його частку Мюнстера, а також інші території, які було відведено Пруссії. Того ж місяця баварські війська увійшли до Бамберга та Вюрцбурга через тиждень після того, як курфюрст Максиміліан IV Йосиф написав їхнім відповідним князь-єпископам, щоб повідомити їх про неминучу окупацію їхніх князівств. Восени Баварія, Баден, Гессен-Дармштадт, Вюртемберг і навіть Австрія продовжили окупацію князь-єпископств, імперських абатств і вільних імперських міст, які були їм відведені. Офіційна анексія та створення цивільної адміністрації зазвичай відбувалися протягом кількох тижнів. Такий поспіх значною мірою пояснювався побоюванням, що червневий план може не бути остаточним, і тому вважалося безпечнішим зайняти відведені території й поставити всіх перед фактом, що здійснився. Однак ця стратегія не була надійною, і Баварія, яка з вересня окупувала єпископство Айхштетт, була змушена евакуювати війська, коли франко-австрійська конвенція від 26 грудня 1802 року передала більшу частину Айхштетта компенсаційному пакету Габсбургів. Зі свого боку, меншим князям і графам, маючи невелику силу та ресурси, зазвичай доводилося чекати, поки настане заключна ухвала, перш ніж вони зможуть заволодіти територіями — якщо такі були — які були надані їм як компенсацію, як правило, секуляризоване абатство або одне з менших імперських міст.

### Затвердження та ратифікація Заключної ухвали

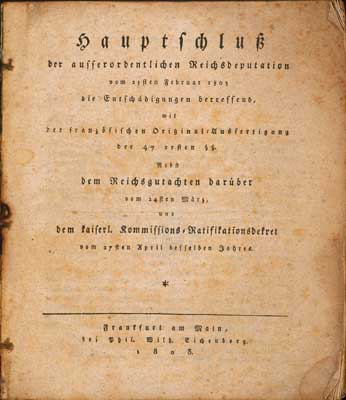
Перша сторінка Заключної ухвали, лютий 1803 р

8 жовтня 1802 року Держави-посередники передали Депутації свій другий загальний план компенсації, численні зміни якого відображали значну кількість претензій, мемуарів, петицій і зауважень, які вони отримали з усіх боків. Третій план був переданий у листопаді, а остаточний — у середині лютого 1803 року. Він послужив основою для «Заключної ухвали», яку Депутація оприлюднила на своєму 46-му засіданні 25 лютого 1803 року. Імперський сейм схвалив його 24 березня і імператор ратифікував його 27 квітня. Проте імператор зробив офіційне застереження щодо перерозподілу місць і голосів у імперському сеймі. Хоча він прийняв нову колегію курфюрстів із десяти членів, яка вперше мала протестантську більшість, він заперечував проти сильної протестантської більшості в новій колегії князів (77 голосів протестантів проти 53 голосів католиків, плюс 4 альтернативні голоси), де традиційно вплив імператора був найсильнішим, і він запропонував натомість релігійний паритет.  Дискусії щодо цього питання ще тривали, коли Імперія була розпущена в 1806 році.

### Наслідки

#### Кінець церковних князівств

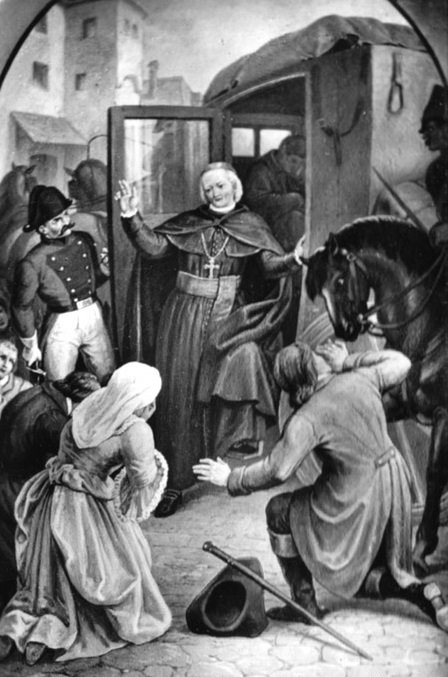
Вигнання князя-єпископа Трієнта, народне зображення

Згідно з умовами Заключної ухвали, усі церковні князівства — архієпископства, єпископства та абатства — були розпущені, за винятком архієпископства-курфюрства Майнца, Тевтонського ордену та Мальтійського ордену. Архієпископ Майнца Карл Теодор фон Дальберг врятував своє курфюрство, переконавши Бонапарта, що його посада імперського архіканцлера є важливою для функціонування Імперії. Оскільки більша частина його курфюрства, включаючи соборне місто Майнц, була анексована Францією, архієпископство було переведено до Регенсбурга та збільшено деякими залишками курфюрства на схід від Рейну та Вецлара. Дальберг, який був затверджений курфюрстом та імперським архіканцлером і здобув новий титул примаса Німеччини, мав виявитися постійним і корисним союзником Наполеона протягом наступних років. Крім того, за наполегливим наполяганням імператора, Тевтонський орден, чий великий магістр, як правило, був австрійським ерцгерцогом, а також лицарі Святого Іоанна (Мальтійські лицарі) також були врятовані, а їх розсіяні невеликі домени були збільшені кількома сусідніми абатствами.
Мета полягала в тому, щоб забезпечити існування для деяких із 700 знатних членів кафедральних капітул, чиє майно та маєтки були експропрійовані під час секуляризації князь-єпископств. Деякі князь-єпископства були повністю передані новому власнику, тоді як інші, такі як Мюнстер, Трир, Кельн, Вюрцбург, Аугсбург, Фрайзінг, Айхштетт, Пассау та Констанц, були або розділені між двома чи декількома новими власниками, або мали деякі округи чи ексклави між різним новим власникам. Було також експропрійовано значне майно та маєтки кафедральних капітулів єпископств.

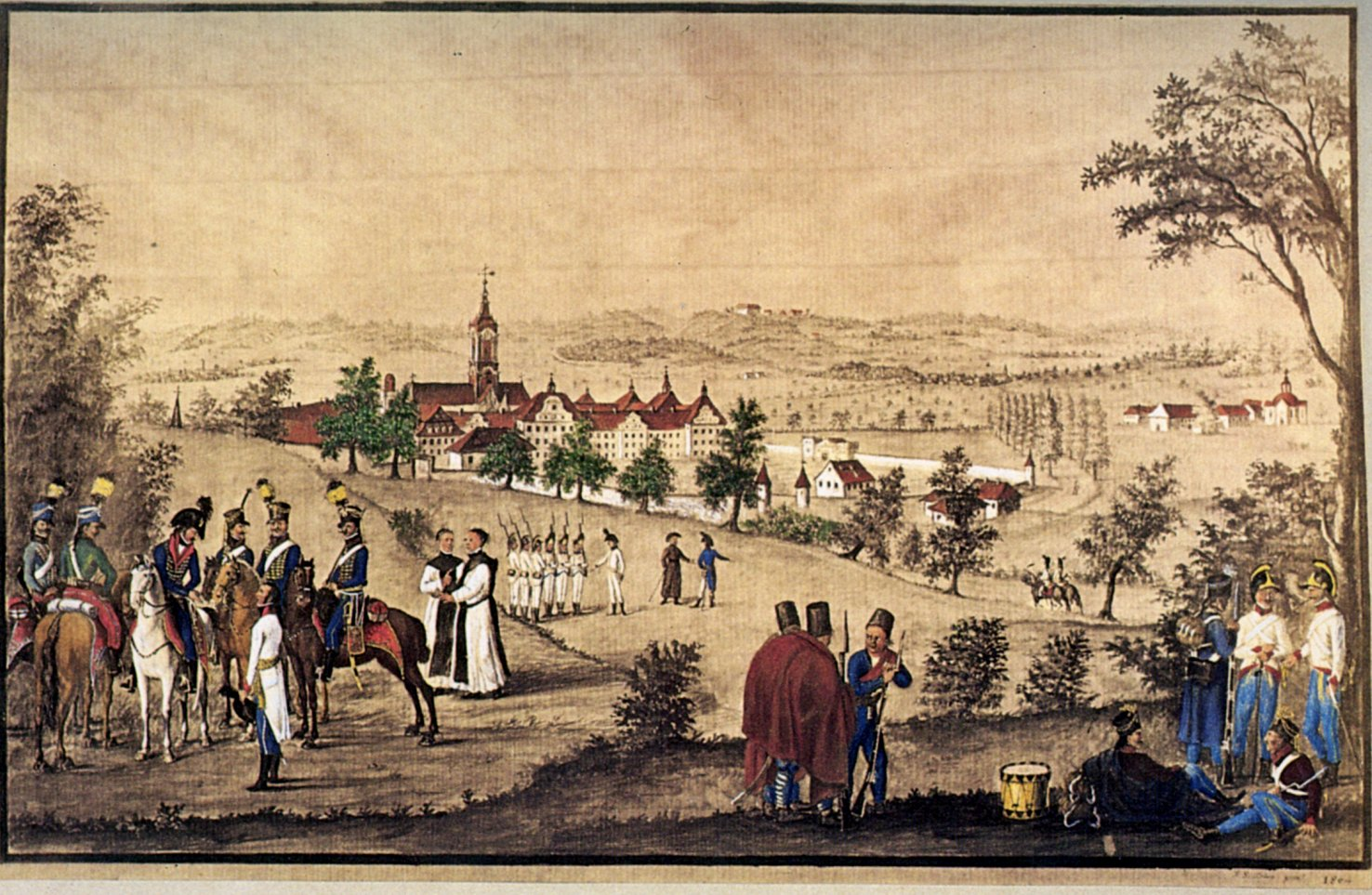
Австрійські солдати та монахи в Залемське абатство під час секуляризації

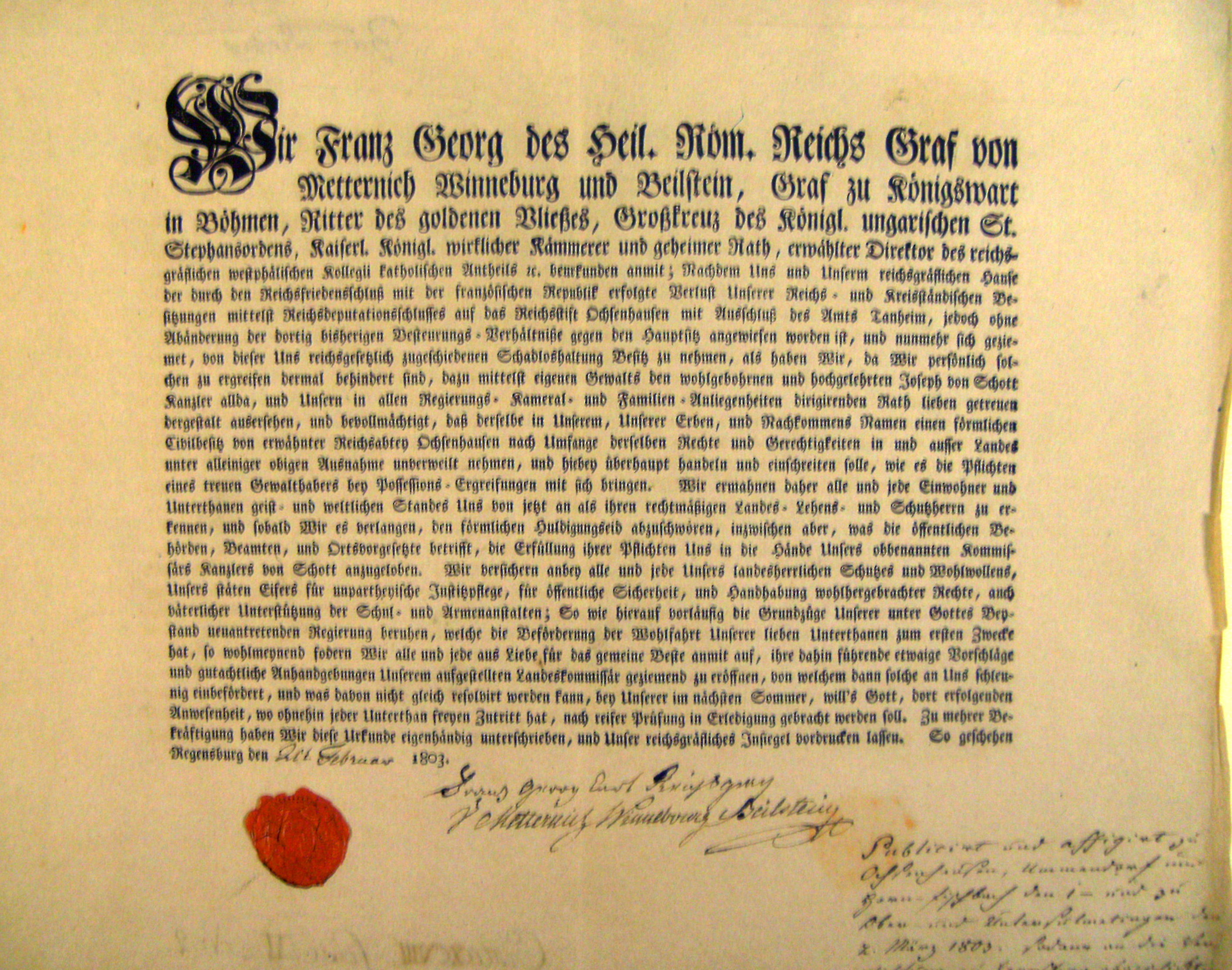
Акт про надання секуляризованого абатства Оксенгаузен графу Георгу Карлу фон Меттерніху

Заключна ухвала докладно описувала фінансові та інші зобов'язання нових правителів перед колишніми правителями, сановниками, адміністраторами та іншим цивільним і військовим персоналом скасованих церковних князівств. Колишні князь-єпископи та князь-абати залишалися безпосередньо підпорядковані імператору. Вони зберегли широкі повноваження, включаючи судову юрисдикцію в цивільних і деяких кримінальних справах над своїми слугами (ст. 49). Вони довічно зберігали титул і сан князь-єпископа або князь-аббата і мали право на ряд почестей і привілеїв (ст. 50). Однак палацові резиденції князь-єпископів, такі як Вюрцбурзька резиденція та Нордкірхенський палац, перейшов до нових власників, а єпископам було надано більш скромне житло, а також користування літньою резиденцією. Колишні князь-єпископи, князь-абати та імператорські абати та абатиси мали право на щорічну пенсію в розмірі від 20 000 до 60 000 гульденів, від 6 000 до 12 000 гульденів і від 3 000 до 6 000 гульденів відповідно, залежно від їхнього минулого заробітку (ст. 51). Хоча секуляризація позбавила князь-єпископів їхньої політичної влади та скасувала їхнє князівство, вони все ще були єпископами та зберегли звичайну пастирську владу над своєю єпархією, парафіями та духовенством. Дехто, як-от єпископ Бамберзький Крістоф Франц фон Бузек, пристосувався до своїх скрутних обставин і залишився у своїй єпархії, щоб виконувати свої пастирські обов'язки, інші, такі як архієпископ Ієронім фон Коллоредо із Зальцбурга, залишили свої душпастирські обов'язки єпископів і поїхали жити до Відня або до своїх родинних маєтків.

### Кінець вільних імперських міст
51 вільне імперське місто мали замалу територію (7 365 км²) та населення (815 000 осіб), ніж церковні держави, але світські князі довго обурювалися незалежністю анклавних міст в межах їх території. За кількома винятками, вони були у занепаді та мали погане управління, ніж церковні держави.
Кілька імперських міст були включені в деякі мертвонароджені плани секуляризації XVIII століття, головним чином тому, що вони або були суміжними, або анклавними в межах князь-єпископства, приреченого на секуляризацію. У той час як таємні компенсаційні положення договорів 1796 року з Пруссією, Баденом і Вюртембергом стосувалися лише церковних територій, до того моменту, коли Раштатський конгрес відкрився наприкінці 1797 року, широко поширювалися чутки про скасування незалежності принаймні деяких міст. Стурбовані такими чутками, імперські міста Швабського кола, де була розташована приблизно половина всіх імперських міст, провели спеціальну конференцію в Ульмі на початку березня 1798 року, щоб вивчити ситуацію, перед якою вони відчували свою безпорадність. Проте, враховуючи те, що з самого початку очікувалося, що жменька найбільших і найбагатших міст збереже свою незалежність, очікувана медіатизація імперських міст не викликала великого інтересу громадськості. Виживання імперського міста часто висіло на волосині: тоді як Регенсбург і Вецлар, місця імперського сейму та імперського камерального трибуналу відповідно, все ще були в короткому списку імперських міст, які мали вижити в червні 1802 році, згідно з компенсаційним планом, вони були секуляризовані через кілька місяців, щоб посилити новостворене Ашаффенебурзьке князівство, що мало становити територіальну базу архієпископа фон Дальберга, імперського архіканцлера. Зрештою лише Гамбург, Бремен, Любек, Франкфурт, Аугсбург і Нюрнберг пережили медіатизацію в 1803 році.

### Ліквідація маєтків імперських лицарів і графів
Після Заключної ухвали розрізнені маєтки приблизно 300 вільних імперських лицарів і 99 імперських графів загальною площею, 4500 квадратних миль, мали залишитися недоторканими. Але взимку 1803 року правителі Баварії, Гессен-Касселя та Вюртемберга почали захоплювати ці крихітні анклави шляхом поєднання Указів про капітуляцію та передачу (Abtretungs- und Überweisungspatenten) і військової сили. Інші менші правителі, такі як князь Ляйнінгенський, наслідували їх прикладу. Це стало відомо як Rittersturm.
До осені 1803 року більшість лицарських маєтків були де-факто анексовані їхніми більшими сусідами. У січні 1804 року захоплення були оголошені незаконними імператором Франциском II. Хоча імператор не зміг скасувати анексії, загроза застосування сили зупинила подальші захоплення. Проте це насильство мало мати серйозні наслідки для дрібних князів імперії. З фактичним припиненням імперського правління після Пресбурзького договору 1805 року насильство, застосоване до лицарів і графів, поширилося на цих беззахисних князів, що призвело до другої великої медіатизації в 1806 році.
Формальну медіатизацію імперських лицарів і графів було легалізовано статтею 25 Договору Рейнської конфедерації (Rheinbundakte), яка санкціонувала односторонні дії територіальних держав.

### Далекосяжні політичні та релігійні наслідки
Хоча початковий намір полягав у тому, щоб компенсувати позбавленим світських правителів лише втрачену територію, цей критерій мав бути застосований лише до другорядних князів і графів, які іноді отримували лише ренту або територіальну компенсацію, настільки скромну, що її доводилося доповнювати ануїтет, який сплачують краще забезпечені князі, щоб їхній загальний дохід не був меншим за попередній дохід.
У випадку з більшими державами вони зазвичай отримували більше території, ніж яку вони втратили. Баден отримав у сім разів більше території, ніж втратив, Пруссія — майже в п'ять разів. Ганновер отримав принц-єпископство Оснабрюк, хоча нічого не втратив. Ольденбурзьке герцогство, тісно пов'язане з царем Олександром I, отримало значну частину князь-єпископства Мюнстера, хоча воно втратило лише дохід від платної станції. Австрія також досягла відносно непоганих результатів. Крім того, два ерцгерцоги Габсбургів, які були позбавлені своїх італійських володінь (Велике герцогство Тосканське та Моденське герцогство), також отримали компенсацію, хоча їхні володіння не входили до Священної Римської імперії. Подібним чином король Пруссії зміг отримати щедру територіальну компенсацію за династично пов'язаного принца Оранського-Нассау, чиї втрати були в неіснуючій Голландській Республіці.
Загалом зникло 112 імперських маєтків. Окрім території, переданої Франції, їхні землі та майно було розподілено між сімдесятьма двома правителями, які мали право на компенсацію.
Результатом процесу компенсації, підтвердженого Заключною ухвалою в лютому 1803 року, став наймасштабніший перерозподіл власності в історії Німеччини до 1945 року. Приблизно 73 000 км² церковної території з приблизно 2,36 мільйонами жителів і 12,72 мільйонами гульденів на річний дохід передавався новим правителям.
Позиції Римсько-католицької церкви в Німеччині, Рейхскірхе, були не тільки зменшені, вона була майже знищена. Церква втратила свою вирішальну конституційну роль в імперії; було закрито більшість католицьких університетів, а також сотні монастирів і релігійних фондів. Вважають, Заключна ухвала 1803 року зробила з німецькою земельною власністю те, що революція зробила з Францією.

## Медіатизація з 1806 року
12 червня 1806 року Наполеон заснував Рейнський союз, щоб розширити та допомогти убезпечити східний кордон Франції. Неохоче визнаючи розчленування Наполеоном території імперії, 6 серпня 1806 року імператор Священної Римської імперії Франц II оголосив про ліквідацію Імперії та заявив про те, що він може зберегти всю владу як правитель королівства Габсбургів. Щоб заручитися підтримкою могутніших німецьких держав, колишній імператор Священної Римської імперії погодився, а Наполеон заохочував до медіатизації тих, хто залишився в його менших сусідніх державах. Медіатизація передала суверенітет понад 100 малих світських держав до їхніх більших сусідів, більшість із яких стали членами-засновниками Рейнського союзу, щоб брати участь в анексіях.
|                             | Втрати                  | Прибутки                | Чистий прибуток         |
| --------------------------- | ----------------------- | ----------------------- | ----------------------- |
| Прусське королівство        | 2,000 км² 140,000 осіб  | 12,000 км² 600,000 осіб | 10,000 км² 460,000 осіб |
| Баварське королівство       | 10,000 км² 600,000 осіб | 14,000 км² 850,000 осіб | 4,000 км² 250,000 осіб  |
| Велике герцогство Баденське | 450 км² 30,000 осіб     | 2,000 км² 240,000 осіб  | 1,550 км² 210,000 осіб  |
| Вюртемберзьке королівство   | 400 км² 30,000 осіб     | 1,500 км² 120,000 осіб  | 1,100 км² 90,000 осіб   |

Між першим зреченням Наполеона в 1814 році та битвою при Ватерлоо та остаточним зреченням Наполеона в 1815 році Великі держави скликали Віденський конгрес для перекроювання кордонів Європи. Протягом цього часу було вирішено, що медіатизовані князівства, вільні міста та секуляризовані держави не будуть відновлені. Натомість колишні правителі, які голосували в імперському сеймі, мали користуватись покращеним аристократичним статусом, вважаючись рівними з все ще правлячими монархами щодо шлюбу, і мають право вимагати відшкодування збитків.
Але кожній із держав-загарбників було залишено компенсацію медіатизованим династіям, і останні не мали міжнародного права на відшкодування, якщо були незадоволені рішеннями про відшкодування нового режиму. У 1825 і 1829 роках ті дома, які були визначені «Медіатизованими домами», були офіційно оформлені на власний розсуд правлячих держав, і не всі доми, які керували державами, які були медіатизованими, були визнані такими.
За результатами Віденського конгресу німецьких держав залишилося лише 39.

## Список медіатизованих держав

### Анексія князь-єпископств і архієпископств
| Приєднані до                                    | Медіатизовані держави |
| ----------------------------------------------- | --- |
| Франція та держави-сателіти (раніше анексовані) | - Базель (до Рауракської республіки) - Кур (до Гельветійської Республіки) - Кельн: лівий берег - Льєж - Майнц: лівий берег - Шпаєр: лівий берег - Страсбург: лівий берег - Трір: лівий берег - Вормс: лівий берег |
| Аренберг                                        | - Кельн: Західний Рекклінгхаузен - Мюнстер: Меппен |
| Австрійське ерцгерцогство                       | - Бриксон - Фрайзінг: австрійські ексклави - Зальцбург: австрійські ексклави Арнсдорф і Трайсмауер - Трент |
| Баденське маркграфство                          | - Базель: Ландфогт Шлінген - Констанц - Шпаєр: правий берег - Страсбург: правий берег |
| Баварське курфюрство                            | - Аугсбург - Бамберг - Фрайзінг - Пассау - Вюрцбург |
| Герцог Кройський                                | - Мюнстер: Дюльмен |
| Ганноверське курфюрство                         | - Оснабрюк |
| Гессен-Дармштадтське ландграфство               | - Кельн: Герцогство Вестфалія - Вормс: правий берег |
| Герцогство Лооз-Корсваремське                   | - Мюнстер: Райна і Вольбек |
| Нассауське князівство                           | - Трір: правий берег |
| Князівство Нассау-Оранзьке-Фульда               | - Кельн: Герцогство Вестфалія |
| Ольденбурзьке герцогство                        | - Любек - Мюнстер: Фехта та Клоппенбург |
| Прусське королівство                            | - Гільдесгайм - Падерборн |
| Регенсбурзьке князівство                        | - Майнц: правий берег - Регенсбург |
| Зальмське князівство                            | - Мюнстер: Агаус та Бохольт |
| Зальцбурзьке курфюрство                         | - Айхштет - Зальцбург |

### Анексія імперських абатств, монастирів і пробстів
| Приєднані до                                    | Медіатизовані держави |
| ----------------------------------------------- | --- |
| Франція та держави-сателіти (раніше анексовані) | - Буртшайд - Прюм - Корнелімюнстер - Святого Галла (до Гельветійської Республіки) - Ставло-Мальмеді - Торн - Вайссенбург         |
| Графство Аспремонт-Лінден                       | - Баїндт |
| Баденське маркграфство                          | - Генгенбах - Оденгайм та Бруксаль - Петерсхаузен - Залем                                                                        |
| Баварське курфюрство                            | - Ельхінген - Ірзеє - Кайсгайм - Кемптен - Оттобойрен - Роггенбург - Святих Ульриха та Афри - Зефлінген - Урсберг - Веттенхаузен |
| Герцогство Брайсгау-Модени                      | - Святого Петра - Шуттерн |
| Бретценгайм                                     | - Ліндау |
| Брауншвейг-Вольфенбюттельське князівство        | - Гандерсгайм - Святого Людгера                                                                                                  |
| Князівство Дитрихштейн                          | - Святого Галла : Ноїрафенсбург                                                                                                  |
| Принц де Лінь                                   | - Едельстеттен |
| Князівство Меттерніх                            | - Оксенхаузен |
| Князівство Нассау-Оранзьке-Фульда               | - Корвей (єпархія 1792) - Фульда - Айнзидельн: Санкт-Герольд (продано Австрії в 1804) - Ваїнгартен                               |
| Графство Остейн                                 | - Буксгайм |
| Плеттенберг                                     | - Геггбах: Мітінген та Зулльмінген                                                                                               |
| Пруссія                                         | - Ессен - Герфорд - Кведлінбург - Верден-Гельмштедт                                                                              |
| Графство Квадт                                  | - Святого Георгія (Існі) |
| Регенсбург                                      | - Нідермюнстер - Обермюнстер - Святого Емерама                                                                                   |
| Госпітальєри                                    | - Абатство Святого Власія |
| Зальцбурзьке курфюрство                         | - Берхтесгаден |
| Графство Шайсберг-Ретерсбек                     | - Оксенхаузен: Таннгайм |
| Князівство Зинцендорф                           | - Оксенхаузен: Вінтерріден |
| Графство Мандершайд                             | - Шуссенрід - Вайсенау |
| Князівство Турн-і-Таксіс                        | - Бухау - Обермархталь - Нересгайм                                                                                               |
| Графство Террінг-Єттенбах                       | - Гутенцелль |
| Графство Вальдботт фон Бассенгайм               | - Геггбах |
| Графство Вартенберг                             | - Рот-ан-дер-Рот |
| Вюртемберзьке герцогство                        | - Елльванген - Гаїлігроїцталь - Роттенмюнстер - Шенталь - Цвіфальтен                                                             |

Єдиними церковними утвореннями в Німеччині, які не були скасовані в 1803 році, були:
- Тевтонський орден (скасовано в 1810)
- Госпітальєри (скасовано в 1806)
- Регенсбурзьке князь-єпіскопство [en] (скасовано в 1805)

### Анексія вільних імперських міст і сіл
| Приєднані до                      | Медіатизовані держави |
| --------------------------------- | --- |
| Французька республіка             | - Аахен - Кельн - Шпаєр - Вормс |
| Баварське курфюрство              | - Бопфінген - Бухгорн - Дінкельсбюль - Кауфбойрен - Кемптен - Лойткірх-ім-Альгой - Меммінген - Нердлінген - Равенсбург - Ротенбург-на-Таубері - Швайнфурт - Ульм - Ванген-в-Алльгої - Вайссенбург-у-Баварії - Віндесгайм - Гоксгайм (імперське село) - Зеннфельд (імперське село) - Вільні люди Лойткірхер-Гіт (імперське село) |
| Пруссія                           | - Гослар - Мюльгаузен - Нордгаузен |
| Баденське маркграфство            | - Біберах-на-Рісі - Генгенбах - Оффенбург - Пфуллендорф - Юберлінген - Бад-Вімпфен - Целль-на-Гармерсбасі |
| Вюртемберзьке герцогство          | - Аален - Есслінген-на-Некарі - Гінген - Гайльбронн - Ройтлінген - Роттвайль - Швабський Гмюнд - Швабський Галль - Вайль-дер-Штадт |
| Гессен-Дармштадтське ландграфство | - Фрідберг |
| Князівство Нассау-Узінген         | - Бад-Зоден (імперське село) - Зульцбах (імперське село |
| Князівство Нассау-Оранзьке-Фульда | - Дортмунд |
| Бретценгайм                       | - Ліндау (проданий Австрії в 1804 році) |
| Графство Вікрат                   | - Існи-ім-Алльгой |
| Регензбурзьке князівство          | - Регенсбург - Вецлар |

Єдиними вільними містами в Німеччині, які не були скасовані в 1803 році, були:
- Аугсбург (приєднаний до Баварії 1806 р.)
- Бремен (приєднаний до Франції 1811 р., відновлений 1814 р.)
- Франкфурт (приєднаний до Регенсбурга 1806, відновлений 1813, приєднаний до Пруссії 1866)
- Імперська долина Гармерсбах (приєднана до Бадена в 1806 р.)
- Гамбург (приєднаний до Франції 1811 р., відновлений 1814 р.)
- Любек (приєднано до Франції 1811 р., відновлене 1814 р., скасовано 1937 р.)
- Нюрнберг (приєднаний до Баварії 1806 р.)

### Держави медіатизовані після 1806 року
| Приєднані до                           | Дата | Медіатизовані держави |
| -------------------------------------- | ---- | --- |
| Вестфальське королівство               | 1807 | - Курфюрство Ганновер - Гессенське курфюрство - Князівство Кауніц-Рітберзьке - Графство Платен-Галлермунд - Князівство Штольберг-Вернігероде |
| Велике герцогство Берзьке              | 1808 | - Графство Бентгайм-Текленбург: Реда - Графство Бентгайм-Текленбург: Лімбург-Гогенлімбург                                                    |
| Вюртемберзьке королівство              | 1810 | - Тевтонський орден: бейлів Мергентгайм |
| Франція                                | 1810 | - Аренберг - Бентінки - Велике герцогство Ольденбурзьке - Зальм-Кірбург - Зальм-Зальм                                                        |
| Пруссія (відновлено статус-кво з 1806) | 1813 | - Берзьке герцогство - Вестфальське королівство                                                                                              |
| Австрійська імперія                    | 1813 | - Ляєнське князівство |
| Віденський конгрес                     | 1814 | - Велике герцогство Франкфуртське - Ізенбурзьке графство                                                                                     |
| Баварія                                | 1814 | - Велике герцогство Вюрцбурзьке |